# 廖京生
廖京生（1955年7月4日—），出生于北京，祖籍江西奉新，中国大陆影视演员。